# Улица Цаунес (Рига)
Улица Ца́унес (латыш. Caunes iela) — улица в Видземском предместье города Риги, в историческом районе Тейка. Начинается от улицы Джутас и заканчивается перекрёстком с улицей Дзербенес. На всём протяжении имеет асфальтовое покрытие. Общая длина улицы составляет 531 метр.
Застройка смешанная — от частных до многоквартирных домов, разного времени постройки. Общественный транспорт по улице не курсирует.

## История
Улица Цаунес впервые упоминается в 1902 году как Лисий переулок (латыш. Lapsas iela). Современное название было присвоено в 1923 году и более не изменялось.

## Прилегающие улицы
Улица Цаунес пересекается со следующими улицами:
- Улица Джутас
- Улица Ваверес
- Улица Маза Цаунес
- Улица Маза Ропажу
- Улица Дзербенес